# Leixões SC
Leixões Sport Club – portugalski klub sportowy z miejscowości Matosinhos w aglomeracji Porto. Leixões to nazwa głównego portu przeładunkowego regionu, położonego w sąsiedztwie Matosinhos. Instytucja posiada profesjonalne sekcje bilardu, boksu, karate, piłki siatkowej i pływactwa. Klub znany jest jednak głównie dzięki drużynie piłkarskiej.

## Historia
Klub założony został w 1907 roku, co czyni go jednym z najstarszych w Portugalii. Choć nie jest powszechnie znany poza granicami kraju, w latach 60. regularnie występował w rozgrywkach na szczeblu europejskim. W 1961 roku zdobył również Puchar Portugalii, pokonując w finale drużynę FC Porto. Rok później klub dotarł do ćwierćfinału Pucharu Zdobywców Pucharów, co było największym jak dotąd sukcesem drużyny na arenie międzynarodowej. W pierwszej rundzie pokonali w dramatycznych okolicznościach szwajcarski FC La Chaux-de-Fonds - Leixões wygrał u siebie 5-0 po porażce 2-6 na wyjeździe. Jest to najwyższy tego typu wynik w historii PZP.
Po głębokim kryzysie, jaki przechodził później zespół, w 2002 roku ponownie dostał się on do finału pucharu kraju, zwyciężając nad jedenastką Sportingu Braga 3-1. Pomimo przegranej 0-1 z późniejszym mistrzem Portugalii Sportingiem Lizbona, drugoligowa drużyna zakwalifikowała się do europejskich pucharów. Leixões odpadł w pierwszej rundzie Pucharu UEFA po występie w Salonikach, gdzie przegrał w zaciętym spotkaniu z miejscowym PAOK-iem 3-5 (pierwszy mecz zakończył się zwycięstwem Portugalczyków 2-1). W tym samym roku klub zdegradowany został do miejscowego odpowiednika trzeciej ligi, by powrócić do Liga de Honra po jednym sezonie. Dwa lata później w pechowy sposób uniknął awansu do Primeira Liga, pozostając pomimo zajęcia 3. miejsca na zapleczu najwyższej klasy rozgrywkowej w związku z jej reorganizacją. W 2007 roku zespół powrócił ostatecznie do I ligi po osiemnastu latach przerwy. Obecnie gra na drugim poziomie ligowym w LigaPro.

## Sukcesy
- I liga portugalska: 5. miejsce - 1962/63
- Puchar Portugalii: zwycięzca - 1960/61, finalista - 2001/02
- II liga portugalska: mistrz - 2006/07
- III liga portugalska: mistrz (grupa północna) - 2002/03
- Puchar UEFA: 1. runda - 1964/65, 1968/69 i 2002/03
- Puchar Zdobywców Pucharów: ćwierćfinał - 1961/62

## Europejskie puchary
Legenda do wszystkich tabel:
- Q – runda eliminacyjna, 1/16, 1/8, 1/4, 1/2 – odpowiednia faza rozgrywek, Grupa – runda grupowa, 1r gr – pierwsza runda grupowa, 2r gr – druga runda grupowa, F – finał, R – runda, PO – play-off
- k. – rzuty karne, los. – losowanie, Dogr. – dogrywka, w. – zasada bramek strzelonych na wyjeździe

| Sezon   | Rozgrywki                 | Runda | Przeciwnik          | Dom | Wyjazd | Ogólnie |
| ------- | ------------------------- | ----- | ------------------- | --- | ------ | ------- |
| 1961/62 | Puchar Zdobywców Pucharów | Q     | Chaux Fonds         | 5–0 | 2–6    | 7–6     |
| 1961/62 | Puchar Zdobywców Pucharów | 1R    | Progresul Bukareszt | 1–1 | 1–0    | 2–1     |
| 1961/62 | Puchar Zdobywców Pucharów | 1/4   | Motor Jena          | 1–3 | 1–1    | 2–4     |
| 1964/65 | Puchar Miast Targowych    | 1R    | Celtic F.C.         | 1–1 | 0–3    | 1–4     |
| 1968/69 | Puchar Miast Targowych    | 1R    | Argeș Pitești       | 1–1 | 0–0    | 1–1, w. |
| 2002/03 | Puchar UEFA               | Q     | Belasica            | 2–2 | 2–1    | 4–3     |
| 2002/03 | Puchar UEFA               | 1R    | PAOK FC             | 2–1 | 1–4    | 3–5     |